# C. Herschel (cratère)
Pour les articles homonymes, voir Herschel.
C. Herschel est le nom d'un cratère d'impact sur la face visible de la Lune, d'un diamètre moyen de 13,0 à 13,7 km, et d'une profondeur de 1 850 m .
Le nom fut officiellement adopté par l'Union astronomique internationale (UAI) en 1935,, en référence à Caroline Lucretia Herschel,, astronome allemande et anglaise (1750-1848), sœur de William Herschel découvreur d'Uranus.
L'observation du cratère fut rapportée pour la première fois en 1865 par William Radcliffe Birt,, et fut identifié en tant que « C. Herschel » dès le début jusqu'à son officialisation en 1935.
C'est un petit cratère avec 13.5 km de diamètre en moyenne, situé au centre ouest de la Mer des pluies ou Mare Imbrium (mer lunaire qui correspond à un épanchement basaltique du manteau lunaire consécutif à un très gros impact d'astéroïde).

## Localisation

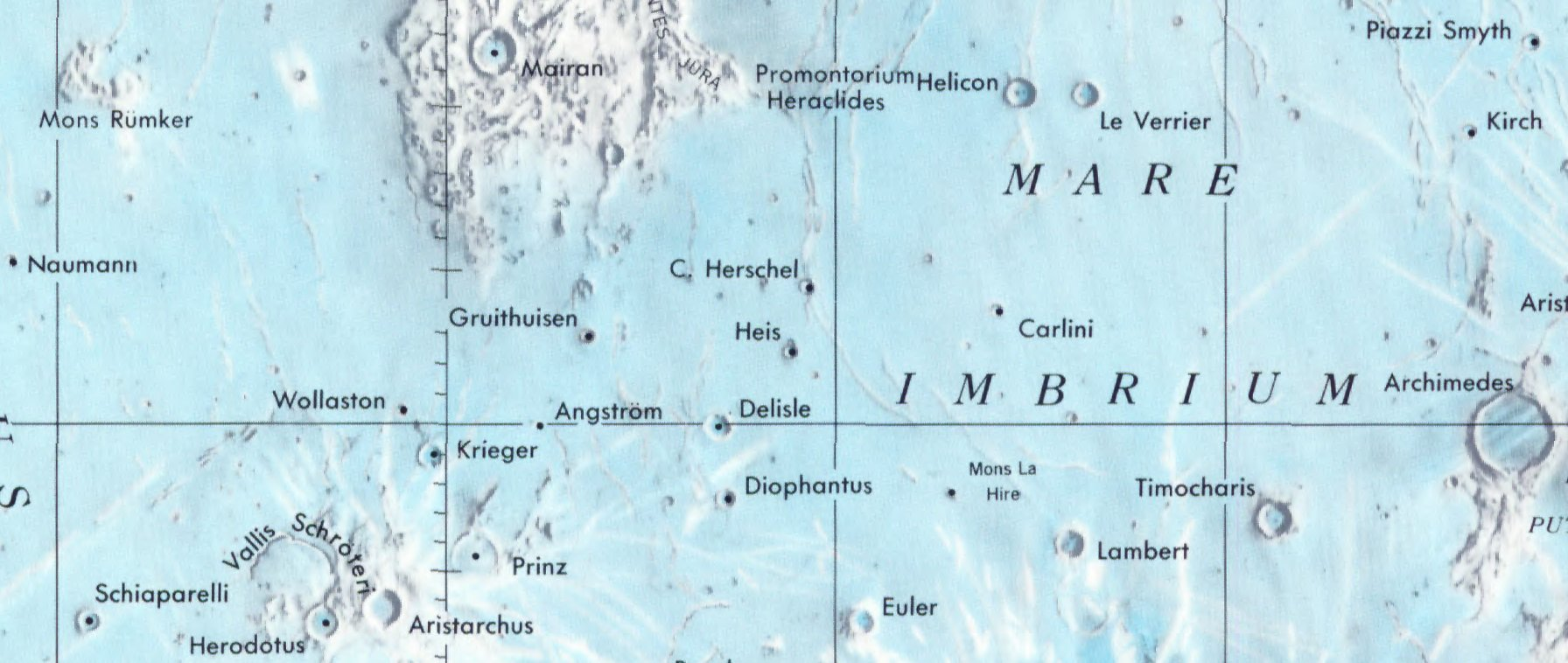
Localisation de C.Herschel (centre de l'image).

Liste des reliefs de la Lune environnant le cratère, :
| Nord-ouest : Mairan (cratère)                 | Nord : Promontorium Heraclides | Nord-est : Helicon (cratère)            |
| Ouest : Gruithuisen (cratère)                 | C. Herschel                    | Est : Carlini (cratère)                 |
| Sud-ouest : Delisle (cratère) Boris (cratère) | Sud : Heis (cratère)           | Sud-est : Lambert (cratère) Dorsum Heim |

## Cratères satellites
Les cratères dits « satellites » sont de petits cratères situés à proximité du cratère principal, ils sont nommés du même nom mais accompagné d'une lettre majuscule complémentaire (même si la formation de ces cratères est indépendante de la formation du cratère principal). Par convention ces caractéristiques sont indiquées sur les cartes lunaires en plaçant la lettre sur le point le plus proche du cratère principal. 
Liste des cratères satellites de C. Herschel, :
| C. Herschel | Latitude | Longitude | Diamètre |
| ----------- | -------- | --------- | -------- |
| C           | 37.2° N  | 32.5° W   | 7 km     |
| E           | 34.2° N  | 34.7° W   | 5 km     |
| U           | 36.2° N  | 31.5° W   | 3 km     |
| V           | 36.4° N  | 33.5° W   | 4 km     |

## Géologie
Le sol en surface date de la période géologique lunaire dite Ératosthénien,,. 

### Liens et documents externes
(  ) Liste des liens et documents externes de référence pour les reliefs lunaires :
1. Documents portant sur le relief « C. Herschel » : 
  - (en) Recherche de photographies, cartes et documents par le Lunar and Planetary Institute, « moteur de recherche », sur lpi.usra.edu, Universities Space Research Association (USRA) (consulté le 3 novembre 2018).
  - (en) Recherche de photographies, cartes et documents par le Programme de recherche en astrogéologie, « moteur de recherche », sur astrogeology.usgs.gov, Institut d'études géologiques des États-Unis (USGS) (consulté le 3 novembre 2018).
  - (en) Photographies du site par les sondes du Programme Lunar Orbiter (1966-1967) : Lunar and Planetary Institute, « Digital Lunar Orbiter Photographic Atlas of the Moon », sur lpi.usra.edu, Universities Space Research Association (USRA) (consulté le 3 novembre 2018).
  - (en) Photographies du site par les missions du Programme Apollo (1968-1972) : Lunar and Planetary Institute, « Apollo Image Atlas », sur lpi.usra.edu, Universities Space Research Association (USRA) (consulté le 3 novembre 2018).
  - « Localisation précise et visualisation du site », sur Geody - Moteur de recherche pour les localisations sur Mercure, Vénus, Terre, Lune, Mars et dans l'espace, pris en charge par Google Earth, World Wind, Celestia et Stellarium (consulté le 3 novembre 2018) (site avec licence Creative Commons, voir https://www.geody.com/legal.php).
2. Informations générales sur les reliefs de la Lune :
  - (fr) Visualisation et données, concernant tous les reliefs de la Lune, en utilisant le logiciel et sa base de données incorporée par Patrick Chevalley et Christian Legrand, « Atlas Virtuel de la Lune », sur ap-i.net (consulté le 3 novembre 2018), logiciel avec Licence publique générale GNU.
  - (en) Fiches des reliefs de la Lune, d'après les données officielles de l'Union astronomique internationale et du Programme de recherche en astrogéologie, « Moon Nomenclature Table Of Contents », sur planetarynames.wr.usgs.gov, Institut d'études géologiques des États-Unis (USGS) (consulté le 3 novembre 2018).
  - (en) Site d'observation amateur des reliefs de la Lune : A. M. Bray PhD, Melbourne, « Lunar Atlas », sur visit-the-moon.com (consulté le 3 novembre 2018).